# Fennec (bande dessinée)
Pour les articles homonymes, voir Fennec (homonymie).
Fennec est un album de bande dessinée humoristique ayant pour personnage principal un fennec.
- Scénario : Lewis Trondheim
- Dessins et couleurs : Yoann

## Publication
- Delcourt (Collection Shampooing) (2007)  (ISBN 978-2-84789-904-7)
- Genre : Action / Aventures, Humour, Jeunesse

### Documentation
- Christophe Steffan, « Fennec : Savane, ton univers est impitoyaaaaable », dBD, no 17,‎ octobre 2007, p. 31.